# Frans Körver
Franciscus Arnoldus Mattheus (Frans) Körver (Schinnen, 31 juli 1937 – Roermond, 14 december 2024) was een Nederlandse keeper en trainer in het betaald voetbal.

## Levensloop

### Keeper bij Sittardia en MVV
Körver volgde een schildersopleiding aan de Technische School in Heerlen en was in zijn vrije tijd fanatiek voetballer bij SV Schinnen. In het begin van het seizoen 1958/59 wilde hij overstappen naar Sittardia, een voorloper van Fortuna Sittard. SV Schinnen wilde hem toen niet laten gaan. Hij moest wachten op de overschrijving op 1 januari 1959 om profvoetballer te worden.
Op 6 september 1959 debuteerde Körver als doelverdediger voor Sittardia in de Eredivisie als invaller voor Jo Peersman. De club degradeerde dat seizoen. Na een jaar met Sittardia in de Eerste divisie, vertrok hij in 1961 naar MVV. Körver speelde 418 wedstrijden in de Eredivisie, 22 duels voor Sittardia en 396 voor MVV. Daarbij viel hij een keer in, werd hij zes keer gewisseld en kreeg hij eenmaal een gele kaart wegens onvriendelijk protesteren.
Bij MVV speelde hij onder meer met Willy Brokamp en Jo Bonfrère. Het beste seizoensresultaat in zijn MVV-tijd was de zesde plek in 1961/62.

### Nederlands elftal
In oktober 1961 werd Körver door bondscoach Elek Schwartz opgeroepen voor de centrale training van Jong Oranje. Eigenlijk was hij daarvoor een jaar te oud maar Körver maakte de training graag mee en ging toch. De bondscoach was zeer tevreden over hem maar daarna kreeg hij vanwege zijn leeftijd een brief van de KNVB dat zijn uitverkiezing voor Jong Oranje geannuleerd was. Körver reageerde hierop boos en stuurde de bondscoach een brief dat hij zich niet meer beschikbaar stelde voor de nationale selecties. Aangezien hij toch graag in aanmerking kwam voor het Nederlands elftal, stuurde hij in november 1963 een excuusbrief aan Schwartz.
Een selectie voor het Nederlands elftal bleef uit, ondanks dat Körver zich er klaar voor vond. Eind 1964 werd hij na een onderhoud tussen MVV-trainer Charles Siezenis en bondscoach Denis Neville opgeroepen voor de centrale training van het Nederlands elftal in januari 1965. Neville nam vervolgens deze hele trainingsgroep mee voor een vriendschappelijke wedstrijd in en tegen Israël. Körver was op 26 januari 1965 in Tel Aviv reservedoelman achter Eddy Pieters Graafland in de met 0-1 gewonnen wedstrijd. Dit bleef zijn enige selectie voor het Nederlands elftal. 
Körver kwam ook uit voor het Limburgs (prof)elftal.

### Trainer en kampioen promoveren
Na zijn spelersloopbaan werd Körver eerst trainer bij KSK Tongeren en leidde hij onder meer FC Wageningen, MVV, VVV, Fortuna Sittard, DS'79, Roda JC, Helmond Sport en De Graafschap. Met FC Wageningen (1980), MVV (2 keer; 1988 en 1997), VVV (1993), Fortuna Sittard (1982) en De Graafschap (1995) wist hij in totaal 6 maal vanuit de Eerste Divisie naar de Eredivisie te promoveren. Er is geen trainer die deze prestatie heeft geëvenaard. 
Met Wilhelmina '08 promoveerde hij in 2001 naar de Hoofdklasse, maar degradeerde hij een jaar later weer.
In 2006 werd Körver bij Fortuna Sittard benoemd tot hoofd technische zaken. Later kreeg hij tevens de taken van trainer/coach toegewezen nadat de club afzag van de eerder aangewezen coach, Rob Hutting, vanwege een verschil in inzicht in het uit te voeren beleid. 
In 2010 ging Körver aan de slag bij voormalig 4e klasser zondag amateurs regio Zuid I RKVV Maasbracht als keeperstrainer.
Ook gaf hij nog training aan het 1e elftal nadat het contract van de toen huidige trainer ontbonden werd.
Na het seizoen 2011/2012 werd besloten om niet met Körver door te gaan.

## Statistieken
| Seizoen | Club      | Land      | Competitie     | Wedstrijden | Doelpunten |
| ------- | --------- | --------- | -------------- | ----------- | ---------- |
| 1959/60 | Sittardia | Nederland | Eredivisie     | 22          | 0          |
| 1960/61 | Sittardia | Nederland | Eerste divisie | 30          | 0          |
| 1961/62 | MVV       | Nederland | Eredivisie     | 34          | 0          |
| 1962/63 | MVV       | Nederland | Eredivisie     | 30          | 0          |
| 1963/64 | MVV       | Nederland | Eredivisie     | 29          | 0          |
| 1964/65 | MVV       | Nederland | Eredivisie     | 28          | 0          |
| 1965/66 | MVV       | Nederland | Eredivisie     | 29          | 0          |
| 1966/67 | MVV       | Nederland | Eredivisie     | 29          | 0          |
| 1967/68 | MVV       | Nederland | Eredivisie     | 34          | 0          |
| 1968/69 | MVV       | Nederland | Eredivisie     | 33          | 0          |
| 1969/70 | MVV       | Nederland | Eredivisie     | 32          | 0          |
| 1970/71 | MVV       | Nederland | Eredivisie     | 33          | 0          |
| 1971/72 | MVV       | Nederland | Eredivisie     | 30          | 0          |
| 1972/73 | MVV       | Nederland | Eredivisie     | 30          | 0          |
| 1973/74 | MVV       | Nederland | Eredivisie     | 25          | 0          |
| Totaal  | Totaal    | Totaal    | Totaal         | 448         | 0          |

## Persoonlijk
Körver was gehuwd met Hilde Ewers die in 1973 op 36-jarige leeftijd overleed. Zij kregen drie kinderen. Hun zoon Chris Körver was later eveneens als doelman in het betaald voetbal actief bij Fortuna Sittard. In 1974 hertrouwde Körver met handbalster Thea Hendrix met wie hij twee kinderen kreeg.
Körver overleed op 14 december 2024 op 87-jarige leeftijd.